# 김해 안곡리 삼층석탑
김해 안곡리 삼층석탑(金海 安谷里 三層石塔)은 대한민국 경상남도 김해시 한림면 안곡리에 있는 삼층석탑이다.
1972년 2월 12일 경상남도의 유형문화재 제24호 안곡리 3층석탑으로 지정되었다가, 2018년 12월 20일 현재의 명칭으로 변경되었다.

## 개요
안곡리 폐사지에 있는 석탑으로서 원형을 잃고 있다. 탑의 기단부는 매몰되었고, 옥개석 3매와 탑신 1매만으로 세웠는데, 3층탑으로 추정되며, 탑의 양식으로 보아 고려시대 것이다. 잔존한 탑신에는 문비가 4면에 새겨져있다.

## 현지 안내문
탑이 서있는 이곳에 어떤 절이 있었는지는 알 수 없다. 다만 탑 부근에서 고려시대의 기와 조각이 발견되고 있기 때문에 고려 또는 그 이전시기에 절이나 탑이 세워져 있었을 것이라 추정된다. 
탑은 3층 석탑으로 2중의 받침부분(二重基壇)을 가지는데, 하층 받침 갑석(甲石) 네 귀퉁이의 끝을 살짝 들어 올린 점이 특이하다.
상층받침의 갑석밑면에는 덧서까래를 새기고 그 위에 탑신과 지붕돌(屋蓋石)을 올렸다. 지붕돌의 처마끝을 많이 들어 올렸지만 날렵하기보다 다소 둔한 느낌을 주며 1층 탑신석의 4면에는 문짝(門扉)을 새겼다.
이 탑은 전체적으로 조성양식과 수법이 간략화되어 있다는 점에서 고려시대의 특징을 보여 주는 탑이라고 할 수 있다.

## 참고 자료
- 김해 안곡리 삼층석탑 - 국가유산청 국가유산포털